# Chiesa di Santa Apollonia (Pisa)
La chiesa di Santa Apollonia è un luogo di culto cattolico di Pisa, situato in via Sant'Apollonia.

## Storia e descrizione
Già detta San Pietro a Schia, è documentata dal 1116 e fu ristrutturata nel 1277. Fu per secoli sotto il giuspatronato dei Galletti.
Nel 1777 fu completamente rifatta dal pisano Mattia Tarocchi nelle forme barocche con le quali oggi si presenta.
L'interno conserva l'altare e decorazioni murali e stucchi del Tarocchi, dipinti dei pisani Aurelio Lomi e Pandolfo Titi (XVII e XVIII secolo) e tempere di Giuseppe Bacchini (1820).
Dal gennaio 2014 vi viene celebrata la Messa tridentina, a cura del Comitato Pisano San Pio V, appartenente al Coordinamento Toscano Benedetto XVI.